# Hou Yifan
Hou Yifan (Chinees: 侯逸凡) (Xinghua, 27 februari 1994) is een Chinese schaakster en was wereldkampioene bij de vrouwen. In 2009 werd haar door de FIDE de titel grootmeester (GM) verleend. Haar achternaam is Hou.
Op 12-jarige leeftijd was ze de jongste speelster die ooit meespeelde in het FIDE wereldkampioenschap schaken voor vrouwen (Jekaterinenburg, 2006) en de Schaakolympiade (Turijn, 2006). In juni 2007 werd ze China's jongste vrouwelijke nationale schaakkampioen.
In 2010 werd ze op 16-jarige leeftijd de jongste vrouwelijke wereldkampioen schaken in de geschiedenis. Ze won van Ruan Lufei uit China in de finale. In 2011 behield ze haar titel door de Indiase GM Humpy Koneru te verslaan. In 2012 werd ze als wereldkampioene opgevolgd door Anna Oesjenina, in 2013 heroverde ze de wereldtitel.
In 2015 werd Maria Moezytsjoek wereldkampioene, in 2016 heroverde Hou weer haar titel. In 2017 weigerde ze deel te nemen aan het wereldkampioenschap voor vrouwen.

## Rating
Zij heeft een FIDE-rating van 2658 op de FIDE-ratinglijst en is daarmee de beste vrouw van de actieve spelers. Alleen Judith Polgár heeft een hogere rating behaald, maar Polgár heeft sinds 2014 geen officiële partij op hoog niveau gespeeld. Haar hoogste officiële FIDE Elo rating was 2686; dit was de op een na hoogste rating die een vrouw in de geschiedenis behaald heeft. Ze is de derde schaakster die een rating hoger dan 2600 behaalde, na Polgár en Humpy Koneru.

## Jeugdjaren
Hou begon met schaken op 6-jarige leeftijd, maar als 3-jarige was ze er al door gefascineerd. Hou's vader, Hou Xuejian, een invloedrijk persoon, nam zijn jonge dochter na het avondeten vaak mee naar een boekwinkel. Het viel hem op dat ze graag staarde naar glazen schaakstukken in de etalage. Hij kocht haar eerste schaakspel; de drie jaar oude dochter versloeg haar vader en grootmoeder binnen enkele weken. In 1999 huurde haar vader een schaakmentor voor haar in, de internationaal meester Tong Yuanming. Tong vertelde later dat de toen 5-jarige Hou een opmerkelijk schaaktalent was, met "krachtig zelfvertrouwen, uitmuntend geheugen, goede vaardigheid in doorrekenen en een goede reactiesnelheid". Velen waren onder de indruk van haar talent.

## Resultaten

### 2003
- september: Chinees kampioenschap voor (mannen-)teams in Tianjin[8]; 3 punten uit 7 partijen
- oktober-november, Halkidiki, Griekenland: eerste keer dat ze een internationaal toernooi won; wereldkampioenschap voor meisjes tot 10 jaar, 9½ pt. uit 11[9]
- november: eerste deelname aan nationaal Chinees kampioenschap voor vrouwen in Shanwei, Guangdong[10]; ze eindigde als 14e met 3½ pt. uit 9[11]

### 2004
- op 1 januari behaalde ze de FIDE Elo-rating van 2168, hetgeen haar automatisch kwalificeerde voor de titel van vrouwelijke FIDE-Meester.
- april: deelname aan het Chinese kampioenschap voor teams (vrouwen) in Jinan, Shandong[12]. Ze scoorde 1½ pt. uit 7[13].
- november: gedeeld eerste (met Yu Yangyi, Jules Moussard en Raymond Song) maar derde na tiebreaks bij het wereldkampioenschap voor jongens tot 10 jaar, gehouden in Heraklion, Kreta (9 pt. uit 11)[14].
- december: bij de Aziatische schaakkampioenschappen voor vrouwen in Beiroet, Libanon, werd ze 11e met 4½ pt. uit 9; de winnaar was Wang Yu met 6½ pt. uit 9[15].

### 2005
- februari, Moskou: deelname aan het vierde Aeroflot Open toernooi (groep C)[16] waar ze 2 pt. uit 5 behaalde[17]
- april, Jinan, China: vijfde plaats met 7 pt. uit 11 op het vrouwentoernooi van de 3 Arrows Cup 2005; ze versloeg daar internationaal meester Almira Skripchenko[18] Hou Yifan, op 11-jarige leeftijd, tijdens het 2005 Wereldkampioenschap schaken voor landenteams, Beër Sjeva, Israël

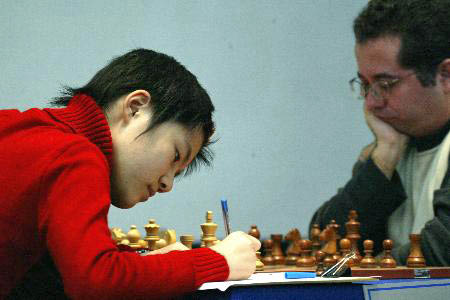
Hou Yifan, op 11-jarige leeftijd, tijdens het 2005 Wereldkampioenschap schaken voor landenteams, Beër Sjeva, Israël

- 28 juni – 6 juli, Shenzhen, Guangdong: bij de tweede China-Frankrijk match voor jeugdspelers behaalde Hou Yifan 3 pt. uit 8; het Chinese team (Zhou Jianchao, Zhao Jun, Zhao Xue and Hou) won de match met 19–13[19]
- juli, Saint-Lô, Frankrijk: tijdens het Festival Open International des Jeunes eindigde 2e in een veld van 75 spelers met 6 pt. uit 8; Wen Yang werd eerste[20][21]
- 18–29 juli, Belfort, Frankrijk: bij het wereldkampioenschap schaken voor jeugdspelers eindigde Hou Yifan op de 5e plaats in de sectie jongens tot 12 jaar (8 pt. uit 11)[22]
- oktober: kwalificatie voor het wereldkampioenschap schaken voor vrouwen (gepland in maart 2006)
- november, Beër Sjeva, Israël: deelname aan het zesde Wereldkampioenschap schaken voor landenteams[23]; China nam deel met een mannenteam en een vrouwenteam[24]; dit was Hou Yifan's eerste deelname aan een van de sterkste teamtoernooien en met een leeftijd van 11 jaar was ze de jongste deelnemer[25]; ze was tweede reserve en scoorde 0 pt. uit 3[26]; het Chinese vrouwenteam eindigde als laatste[27]; het Chinese mannenteam werd tweede[28][29][30]
- december: Hou werd tweede op het vrouwentoernooi in Beijing dat diende als voorselectie voor de 37ste Schaakolympiade (gepland mei-juni 2006 in Turijn); ze scoorde 16½ pt. uit 28; samen met Wang Yu en Shen Yang kwalificeerde ze zich voor het Olympiade-team[31][32]

### 2006
- maart: Hou bereikte de derde ronde van het wereldkampioenschap schaken voor vrouwen[33]. Ze versloeg daarbij in de eerste ronde de Russische IM Nadezhda Kosintseva en in de tweede ronde Europees kampioene uit 2000 WGM Natalia Zhukova (Oekraïne)[34]. In de derde ronde sneuvelde ze tegen de Georgische IM Nino Khurtsidze[35][36].
- in mei-juni 2006 eindigde China als derde bij de 37ste Schaakolympiade in Turijn. Hou Yifan debuteerde aan het vierde bord op de Schaakolympiade met 11 pt. uit 13[37].
- in juni-juli werd het Chinese kampioenschap gehouden in Wuxi, Jiangsu; Ni Hua won bij de mannen en Li Ruofan bij de vrouwen; Hou Yifan behaalde 7 pt. uit 11[38].
- juli - augustus, Krasnotoerinsk, Rusland: bij de North Urals Cup[39] scoorde ze 3 pt. uit 9 en werd 8e van 10 spelers[40].
- augustus, Ergun, Mongolië: Hou nam deel aan de China-Rusland Summit Match; bij de mannen won Rusland met 26½–23½ en bij de vrouwen won China met 28-22; Hou Yifan was, na tiebreak, de hoogst scorende schaakster met 6½ uit 10[41].
- september, Parijs: China en Frankrijk streden om de Trophée MULTICOMS; bij de mannen won Frankrijk met 20–16, bij de vrouwen won China met 12½–5½; Hou Yifan was ook hier de hoogst scorende schaakster met 5 uit 6[42].
- oktober, Yerevan, Armenië: op het wereldkampioenschap voor jeugdspelers werd Hou tweede bij de meisjes met 9 uit 12, achter Shen Yang[43][44].

### 2007
- januari, Corus toernooi: vijfde plaats in C-groep met 7 uit 13[45][46][47]; deze score, in combinatie met de WGM normen die ze had behaald op het Zonetoernooi voor vrouwen in 2005, op de Schaakolympiade (2006) en op het Chinese schaakkampioenschap voor vrouwen in 2006, gaf haar het recht op de titel WGM (vrouwelijke schaakgrootmeester); deze titel werd eind januari formeel bevestigd door de FIDE.[48]Hou Yifan, Corustoernooi 2007

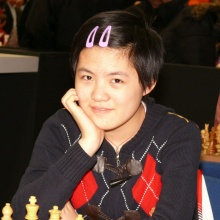
Hou Yifan, Corustoernooi 2007

- februari: op het Aeroflot Open toernooi, gehouden enkele weken voor Hou's 13de verjaardag, speelde ze voor de eerste keer in de A1-groep. Ze versloeg de Russische IM Nikita Vitiugov en de Europees schaakkampioen uit 2001, GM Emil Sutovsky uit Israël. In ronde 3 werd ze echter verslagen door de Rus Dmitry Jakovenko; daarna behaalde ze ½ pt. uit 5. In de slotronde versloeg ze de Griekse GM Vasilios Kotronias, waardoor ze finishte met 3½ uit 9.[49][50][51]
- maart, Zafra: op het internationale Ruy Lopez Festival eindigde Hou als laatste met 2 uit 7.[52][53]
- april, Ningbo: in de voorronde voor de Aziatische Indoor Games (te houden in oktober 2007) eindigde Hou als 2e met 8 uit 14.[54]
- mei, Dagomys: op het achtste Russische schaakkampioenschap voor teams speelde Hou voor Southern Ural Chelyabinsk aan bord 1 en behaalde 6½ pt. uit 10[55][56]. Bij het wereldkampioenschap voor teams in Jekaterinenburg maakte Hou deel uit van het winnende Chinese team (met Zhao Xue, Ruan Lufei, Shen Yang, en Huang Qian). Ze speelde aan bord 2 en scoorde 7½ uit 9[57][58][59].
- juni, Chongqing: ze won voor de eerste keer het Chinese schaakkampioenschap voor vrouwen, op 13-jarige leeftijd (WGM Qin Kanying was 14 toen ze hetzelfde deed in 1988), met 9 pt. uit 11. Resp. tweede en derde werden Zhao Xue en Shen Yang[60][61].
- juli: 7e (van 10 spelers) op de North Urals Cup in Krasnotoerinsk met 4 uit 9; Zhu Chen won het toernooi[62][63][64].
- augustus; Paks, Hongarije: als enige niet-grootmeester nam ze deel aan het 5e Győrgy Marx Memorial toernooi; ze eindigde als laatste met 3 uit 10[65][66].
- september, Liverpool: bij het UK-China toernooi won China met 28–20; Hou speelde in het mannenteam en behaalde daar 2½ uit 6[67]. Eind september werd ze in Tianjin eerste in het Chinese Zone-toernooi voor vrouwen met 8 pt. uit 9[68].
- oktober; Kemer, Turkije: op het 12e Europese toernooi voor clubteams speelde ze voor Southern Ural Cheliabinsk aan bord 2; het team eindigde als vierde in het vrouwentoernooi; Hou scoorde 5 uit 7[69][70].
- 26 oktober - 3 november, Macau: bij de 2e Aziatische Indoorspelen zat ze in het Chinese schaakteam, dat won met 11 matchpunten (18½ bordpunten uit 24)[71]; Hou Yifan ontving een gouden medaille voor haar prestatie aan bord 2 (5½ uit 6)[72][73].

### 2008
- januari, Wijk aan Zee: op het Corustoernooi eindigde Hou in de B-groep op de 9e plaats met 6 uit 13; ze versloeg 3 grootmeesters waaronder Nigel Short (in 23 zetten)[74].
- februari, Moskou: op het Aeroflot Open toernooi behaalde Hou haar eerste GM-norm met 4½ pt. uit 9[75][76].
- maart; Istanboel, Turkije: Hou won het eerste Atatürk International Women Masters schaaktoernooi met 7 pt. uit 9.[77][78]. Hou Yifan in 2008 bij het wereldkampioenschap schaken voor junioren (Gaziantep, Turkije) waar ze een GM norm behaalde

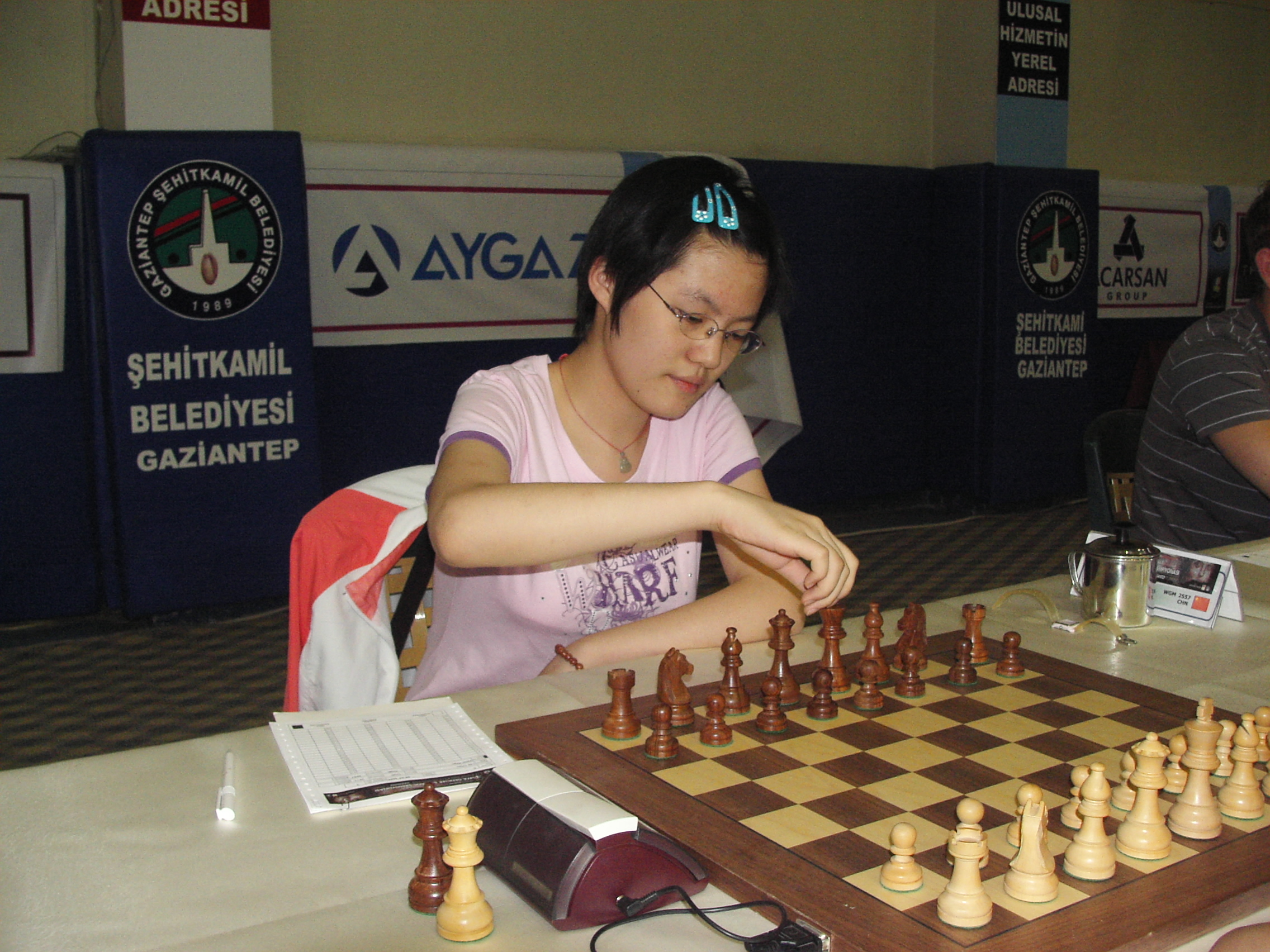
Hou Yifan in 2008 bij het wereldkampioenschap schaken voor junioren (Gaziantep, Turkije) waar ze een GM norm behaalde

- april; Mérida, Spanje: op het 2e Ruy Lopez Chess Festival toernooi eindigde ze 7e van spelers en scoorde 2 uit 7.[79][80].
- mei-juni, Beijing: voor de 2e keer won ze het Chinese kampioenschap voor vrouwen, met 9 uit 11[81][82].
- juli, Boedapest: op het First Saturday grootmeestertoernooi eindigde ze tweede met 9 uit 12[83].
- augustus; Gaziantep, Turkije: op het wereldkampioenschap schaken voor junioren in het 'algemene' (jongens) toernooi werd ze gedeeld 3e/7e met 9 pt. uit 13[84] and her second GM norm.[85]
- september 2008: de FIDE bevestigde dat ze voldeed aan de kwalificaties voor de GM-titel[86]; dus ze had feitelijk de titel behaald in augustus op een leeftijd van 14 jaar, 6 maanden en 2 dagen. Ze is een van de jongste grootmeesters in de geschiedenis, en de jongste vrouwelijke GM. Ze is tevens een van de zeer weinigen die GM werden zonder eerst  Internationaal Meester te zijn geweest.
- augustus / september; Nalchik, Rusland: Hou nam voor de tweede keer deel aan het wereldkampioenschap schaken voor vrouwen, een 'knock-outtoernooi'. Ze bereikte de finale, die ze verloor van Alexandra Kosteniuk uit Rusland, 2½–1½.
- oktober, Beijing: op het eerste wereldkampioenschap denksporten was onderdeel van het Chinese team; ze werd derde bij blitz voor vrouwen, eerste bij gemengd dubbel rapid (met Ni Hua), tweede bij blitz voor vrouwenteams en eerste bij rapid voor vrouwenteams. Daarna speelde ze in het Rapid Toernooi in Cap d'Agde[87] waar ze verloor van voormalig wereldkampioen Anatoly Karpov in een tiebreak[88].
- november, Dresden: op de 38e Schaakolympiade speelde ze aan bord 1 van het Chinese vrouwenteam[89]; voor wat betreft haar individuele score werd ze derde (7½ uit 11)[90][91].
- Op het 79e FIDE Congress, 16–26 november in Dresden, werd haar GM-titel officieel bekrachtigd, waardoor ze de 27e Chinese GM werd[92]. Haar drie behaalde GM-normen waren:[93]
  - Aeroflot Open toernooi A1 in Moskou, febr. 2008; 4½ pt. uit 9 (norm=4½ pt.)
  - WK junioren in Gaziantep, aug. 2008; 9 pt. uit 13 (norm=8 pt.)
  - WK vrouwen in Nalchik, sept. 2008; bereiken van de laatste ronde (equivalent met een GM-norm over 9 partijen)

### 2009
- januari: deelname aan het 71e Corus-toernooi in Wijk aan Zee in grootmeestergroep B[94]; ze eindigde gedeeld 9e/10e[95].
- maart, Istanboel: ze eindigde derde in het FIDE Grand Prix toernooi voor vrouwen met 8 pt. uit 11
- mei, Olongapo, Filipijnen: op het 8e Aziatisch kampioenschap schaken[96] eindigde ze na een tiebreak als 7e van 86 spelers, met 7½ pt. uit 11; hierdoor kwalificeerde ze zich voor  de FIDE World Cup 2009.
- augustus, Zürich: tijdens het Jubilee Open toernooi won ze de "best female player" prijs door te eindigen als gedeeld 17e met 6½ pt. uit 9[97][98]. In Amsterdam, op het toernooi NH Hotels Risings Stars vs Experienced, behaalde ze 3½ pt. uit 10.
- november/december; Chanty-Mansiejsk, Rusland: op de FIDE World Cup 2009 werd ze verslagen in de eerste ronde.

### 2010
- januari: op het Moskou Open behaalde ze 4½ pt. uit 9.
- februari: op het Aeroflot Open eindigde ze met 4 pt. uit 9.
- april: Hou Yifan won het 3e Kuala Lumpur Open[99].
- augustus, Mongolië: ze won het 2010 FIDE Grand Prix toernooi voor vrouwen[100].
- november; Guangzhou, China: Hou won met 8½ pt. uit 9 het goud bij de vrouwen bij de 16e Aziatische Spelen[101]. Bij het teamtoernooi voor vrouwen speelde ze voor China aan het eerste bord; ook hier won ze het goud, samen met haar teamgenoten Ju Wenjun, Zhao Xue, Huang Qian en Wang Yu[102]; in de finale versloegen ze Oezbekistan met 2½–1½.
- december; Hatay, Turkije: Hou won het Wereldkampioenschap schaken vrouwen 2010, waardoor ze de jongste vrouwelijke wereldkampioen in de geschiedenis werd. In de finale eindigde met 2-2 tegen Ruan Lufei, en won vervolgens rapid met 3–1 waarmee ze de titel veroverde.

### 2011
- januari: wegens ziekte in de familie moest ze zich afmelden voor het Gibraltar Schaakfestival[103].
- april, Wuxi: Hou Yifan won het eerste meestertoernooi voor vrouwen[104].
- juni, India: ze deed mee aan het AAI International grootmeestertoernooi[105]. Ze eindigde op de laatste plaats.
- augustus; Rostov, Rusland: ze won het FIDE Grandprix-toernooi voor vrouwen[106]. Eveneens in augustus, in Chanty-Mansiejsk, Rusland, speelde ze in de Chess World Cup 2011, als een van de twee vrouwen bij de 128 deelnemers; ze verloor in de eerste ronde van Sergei Movsesian (2–0), waardoor ze uitgeschakeld was[107].
- september, Shenzhen: ze won het vervolgtoernooi in de Grandprix[108].
- november; Tirana, Albanië: Hou verdedigde haar wereldtitel bij de vrouwen tegen Humpy Koneru; ze won met 5½ - 2½[109].
- december; Mardin, Turkije: Hou speelde in het Chinese vrouwenteam bij het Wereldkampioenschap schaken voor landenteams; het team bestond naast Hou Yifan uit WGM Ju Wenjun, GM Zhao Xue, WGM Tan Zhongyi en WGM Zhang Xiaowen. China won met 16 matchpunten, 3 punten boven Rusland; Georgië eindigde als derde met 12 matchpunten. Hou behaalde 5 pt. uit 7.

### 2012

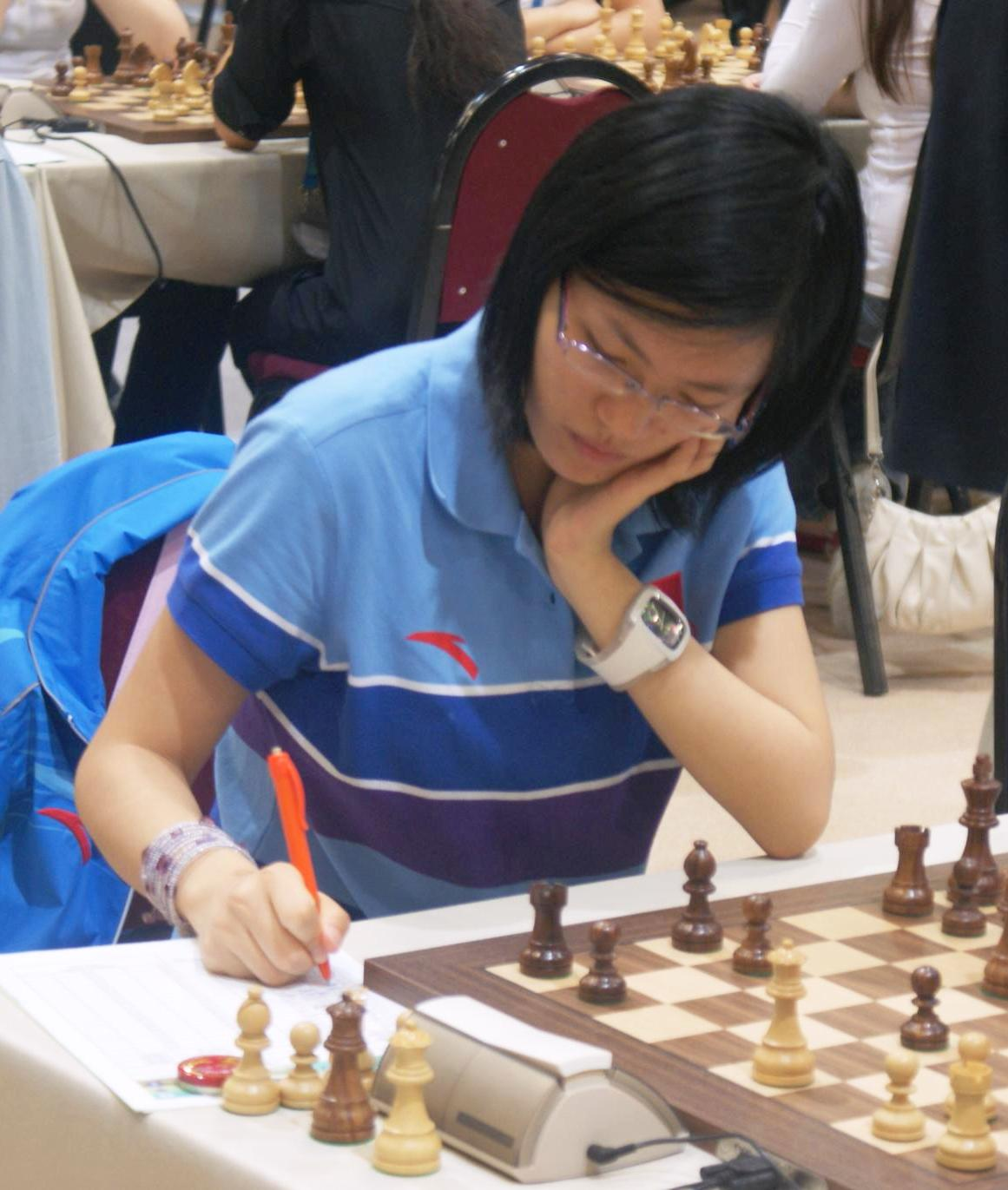
Hou Yifan, 2012

- Op het Gibraltar Schaakfestival werd ze gedeeld eerste met Nigel Short (8 pt. uit 10); Short won de tiebreak. Hou had hier onder meer gewonnen van Zoltan Almasi, Judit Polgar, Le Quang Liem en Alexei Shirov.
- maart: op het Reykjavik Open eindigde ze gedeeld 2e/8e met 7 pt. uit 9.
- 27 maart - 7 april: op het individuele schaakkampioenschap van China werd ze in groep A 7e na tie-break, met 5 pt. uit 11.
- april: in het Bangkok Chess Club Open eindigde Hou als 14e met 6 pt. uit 9.
- 29 mei - 7 juni: op het 3e Hainan Danzhou Grootmeester Schaaktoernooi eindigde ze op een laatste plaats (10e) met 3 pt. uit 9.
- juni; Kazan, Rusland: op het FIDE Grandprix toernooi voor vrouwen eindigde ze gedeeld 3e/4e met 7 pt. uit 11.
- juli; Jermuk, Armenië: in fase 5 van het FIDE Grandprix toernooi voor vrouwen won ze met 7 pt. uit 11; in combinatie met haar overwinningen in Rostov (aug. 2011) en Shenzhen (sept. 2011) was ze hierdoor winnaar van de FIDE Grandprix voor vrouwen 2011–2012; hierdoor heeft ze het recht in 2013 de wereldkampioene schaken uit te dagen.
- september; Istanboel, Turkije: op de 40ste Schaakolympiade speelde ze aan bord 1 van het Chinese vrouwenteam, dat de zilveren medaille behaalde. Voor haar individuele resultaten (6.5 uit 9) ontving ze een gouden medaille. Ze ontving in Istanboel ook de Caissa Cup, voor de schaakster met de beste resultaten gedurende een jaar.
- oktober: in het Europese kampioenschap voor clubteams speelde als lid van het team Cercle d'Echecs de Monte-Carlo. Aan bord 1 behaalde ze 4.5 uit 6, en haar team won het kampioenschap. Eveneens in oktober speelde ze in het 16e Hoogeveen Schaakfestival in het team van de  Univé Crown Group; ze eindigde laatste met 2 uit 6.
- november: in de tweede ronde van het Wereldkampioenschap schaken vrouwen werd ze uitgeschakeld; dit heeft geen nadelige gevolgen voor haar in juli 2012 verworven recht om in 2013 de nieuwe wereldkampioene uit te dagen.

### 2013
- 12–27 januari: Hou was gevraagd deel te nemen in het Tata Steel-toernooi 2013 in Wijk aan Zee, in de grootmeester A groep. Ze eindigde op een gedeelde 11e plaats met 5.5 pt uit 13; tegen wereldkampioen Viswanathan Anand behaalde ze remise.
- 16-27 april: deelname aan de individuele Chinese schaakkampioenschappen in groep A; met 5.5 pt uit 11 eindigde ze op een gedeelde 4e plaats.[110]
- 2-16 mei: Hou nam deel aan de eerste ronde van de FIDE Grand Prix voor vrouwen 2013–2014, in Genève, Zwitserland. Hoewel ze van de deelnemers de hoogste rating had, eindigde ze met 5 pt uit 11 als 8e; ze verloor van Anna Oesjenina, wereldkampioene 2012-2013.
- op 11-14 juni speelde ze vier partijen tegen David Navara voor de CEZ schaaktrofee 2013.  Na vier remises en 1-1 in de tie breaks, won Hou met zwart via een 'armageddon' partij, en won daarmee de trofee.
- van 30 juni tot 3 juli, was Hou lid van het team dat China vertegenwoordigde tijdens de vierde Aziatische Martial Arts Spelen gehouden in Incheon, Zuid-Korea. In het 'klassieke' deel van de spelen won ze een gouden medaille (6.5 pt uit 7).
- In augustus nam ze deel aan het wereldcuptoernooi 2013 in Tromsø, Noorwegen. Binnen de 128 deelnemers was ze een van de vier vrouwen. In de eerste ronde verloor ze na tiebreaks van Alexei Shirov.
- 10-27 september: Hou Yifan speelde in Taizhou (Jiangsu, China)  om de wereldtitel tegen Anna Oesjenina in een match van maximaal 10 partijen; na zeven partijen stond het 5.5-1.5 waarmee Hou wereldkampioene was.[111]
- 19-26 oktober: als lid van het team Cercle d'Echecs de Monte-Carlo speelde Hou om de Europese Chess Club Cup 2013; aan bord 1 behaalde ze 5 pt uit 6, en het team als geheel won alle 7 sessies.
- 12-18 december: in de SportAccord World Mind Games nam ze deel bij het schaken. In het rapid gedeelte won ze zilver, in het blitz gedeelte goud en in het 'basque' gedeelte won ze zilver.

### 2014
- 11–22 maart: Hou nam deel aan het individuele schaakkampioenschap van China, in groep A van het mannentoernooi, in haar geboorteplaats Xinghua. Ze eindigde op een 7e plaats met 5.5 pt uit 11.[112]
- 8–22 april: ze speelde in de vierde ronde van de FIDE Grand Prix 2013–14 voor vrouwen, in Chanty-Mansiejsk, Rusland. Met wit spelend week ze diverse keren af van haar gebruikelijke opening 1.e4 en begon met 1.c4 en 1.g3. Ze eindigde als eerste met 8.5 pt uit 11 score.[113]
- 18 juni - 2 juli: deelname aan ronde 5 van de FIDE Grand Prix 2013–14 voor vrouwen in Lopota, Georgia. Ze stond continu bovenaan en won uiteindelijk met 9 pt. uit 11, twee punten boven de naaste concurrentie.[114]

### 2015
- 11de in de hoofgroep van het Tata Steel toernooi.
- 3de in het Tradewise Gibraltar Chess Festival.

### 2016
- 12de in de hoofdgroep van het Tata Steel toernooi.
- In 2016 werd ze met het Chinese vrouwenteam eerste op de in Bakoe gehouden 42e Schaakolympiade; ze speelde aan het eerste bord.

### 2017
- Hou scoorde 6 uit 10 in het Tradewise Gibraltar Chess Festival en werd daarmee 48ste[115], (het toernooi werd gewonnen door Hikaru Nakamura). Haar dame-offer in ronde zeven tegen de Franse meester Borya Ider maakte veel indruk.[116] In de laatste ronde leek ze haar partij expres te verliezen tegen de Indische Grootmeester Lalith Babu. Ze speelde een zeer ongebruikelijke opening en gaf na vijf zetten op. Later verklaarde ze dat ze kwaad was omdat ze in zeven van de voorgaande negen partijen volgens het Zwitserse toernooi systeem was gekoppeld aan vrouwelijke speelsters. De toernooiorganisatie zei echter dat dit puur toeval was, ondanks dat meer dan 85% van de deelnemers mannen waren.[117][118]
- In 2017 weigerde ze deel te nemen aan het wereldkampioenschap voor vrouwen in Iran. In een zwaar gedevalueerd toernooi dat ook geboycot werd door veel andere speelsters vanwege de verplichting een hidjab te dragen, werd Tan Zhongyi wereldkampioene.

### 2018
- In 2018 deed ze mee in de hoofdgroep van het Tata Steel toernooi in het Nederlandse Wijk aan Zee, maar werd teleurstellend laatste met acht nederlagen en vijf remises.

## Openingen
Hou Yifan opent, als ze de witte stukken heeft, voornamelijk met 1. e4. Met zwart speelt ze vaak Siciliaanse verdediging (met onder meer de Najdorfvariant, de Siciliaanse draak en andere varianten) maar ook de Franse verdediging tegen 1. e4; na 1. d4 speelt ze Nimzo-Indisch/Bogo-Indisch en Dame-Indisch.

## Partij
Op 25 januari 2008, versloeg Hou met zwart de Armeense GM Gabriel Sargissian (2676), voormalig secondant van Levon Aronian, in groep B van het Corus-toernooi in Wijk aan Zee.
1. d4 e6 2. c4 Pf6 3. Pf3 b6 4. g3 La6
Dame-Indische verdediging: Fianchetto; Nimzowitsch-variant.
5. Dc2 Lb4+ 6. Ld2 Le7 7. e4 d5 8. cxd5 Lxf1 9. Kxf1 exd5 10. e5 Pe4 11. Pc3 Pxd2+
Een nieuwtje.
 12. Pxd2 Dd7 13. Kg2 Pc6 14. Da4 0-0 15. Tac1 f6?
16.Pd1 Pxe5 17.Dxd7 Pxd7 18.Txc7 Lb4 19.Pf3 +/−; beter was 15. ... Tfd8.
16. f4 fxe5 17. dxe5 Lb4 18. Thf1 Tac8 19. Pe2 Pxe5 20. Dxb4 Pd3 21. Db3 Pxc1 22. Pxc1 Tce8 23. Pf3 Df5 24. Tf2 c5 25. Dd3 De4 26. Td2 d4 27. Dxe4 Txe4 28. Pd3 Te6 29. h4 Tc8 30. a4 a6 31. Pfe5 b5 32. a5 g6 33. Tc2 c4 34. Pb4 Tf8 35. b3 d3 36. Td2 Tc8 37. Td1 Td6 38. Kf3 d2 39. bxc4 bxc4 40. Pc2 c3 41. Ke2 Td5 42. Pg4 Txa5 43. Pge3 Td8 44. Tb1 Ta2 45. Kd1 Tb2 46. Ta1 Tdb8 47. Txa6 Tb1+ 48. Ke2 Tc1 49. Tc6 Te8 0–1
De blokkade door de paarden is schijn. Op 50.Kd3 volgt Txc2. Op 50.Txc3 volgt d1=D+.